# Credendo
Credendo is een Europese kredietverzekeringsgroep die aanwezig is over het hele Europese continent. De maatschappij heeft haar hoofdzetel in Brussel en kantoren in 15 landen. Haar missie is het ondersteunen van handelsrelaties. De maatschappij levert oplossingen op maat voor verzekering, herverzekering, garanties, borgstellingen en financiering met betrekking tot binnenlandse en internationale handel of investeringen in het buitenland. Credendo beschermt bedrijven, banken en verzekeringsondernemingen tegen kredietrisico's en politieke risico's of vergemakkelijkt de financiering van dergelijke transacties. 
Credendo is 100% eigendom van de Belgische staat. De moedermaatschappij heeft als officiële naam Delcredere, maar de alom gebruikte merknaam is Credendo – Export Credit Agency. Ze heeft het statuut van een publieke instelling, maar geniet een grote autonomie. Sinds de rebranding van januari 2017 dragen de moedermaatschappij en haar dochterondernemingen allemaal dezelfde naam: Credendo. 
We kunnen de kredietverzekeringsactiviteiten van Credendo opdelen in twee groepen. 
- Enerzijds zijn er de transacties met garantie van de Belgische staat (publieke kredietverzekering) om de Belgische export te ondersteunen. Voor dit soort verzekering moet een minimaal percentage van de transactiewaarde toe te schrijven zijn aan Belgische componenten (‘Belgian content’). Dit deel van de activiteiten behoort tot Credendo – Export Credit Agency. Deze maatschappij doet dienst als traditioneel exportkredietagentschap (ECA). Ze is gevestigd in Brussel (België).
- Anderzijds zijn er de transacties die gedekt worden zonder garantie van de Belgische staat (private kredietverzekering). Naast borgstellingen is de globale polis het meest voorkomende product. De maatschappij heeft hiervoor dochterondernemingen en bijkantoren in heel Europa.

## Geschiedenis
Credendo is een van de oudste kredietverzekeraars. In 1921 richtte het Belgisch ministerie van Economische Zaken een Delcrederecommissie op om de Belgische export te ondersteunen. In 1935 werd de Delcrederecommissie afgescheiden van het Ministerie en werd ze het Belgische exportkredietagentschap ‘Nationale Delcrederedienst’ (ONDD). In 1939 vond er een volledige reorganisatie plaats. Het agentschap werd omgevormd tot een zelfstandige openbare financiële instelling onder staatsgarantie. De ECA-activiteit blijft tot op heden de kernactiviteit van de groep.
Credendo heeft de laatste jaren een aantal belangrijke veranderingen doorgemaakt en bovenal een opmerkelijke internationale expansie. De groep groeide uit van een traditioneel exportkredietagentschap tot een internationale speler. Vandaag staats Credendo – Export Credit Agency aan het hoofd van een Europese kredietverzekeringsgroep die aanwezig is op het hele continent en actief in alle segmenten van de kredietverzekeringsbusiness. De groep biedt een waaier aan producten die risico's over de hele wereld dekken.

## Rating
Credendo – Export Credit Agency heeft een rating van Standard & Poor's: lange termijn: AA+; korte termijn: A-1+

## Bestuur
Credendo past de filosofie van de moderne 'corporate governance' toe.

### Voorzitters
De voorzitters van de raad van bestuur van Credendo:
- 1939-1941: Albert Goffin, directeur van de Nationale Bank van België
- 1941-1975: Eugène de Barsy, voorzitter van de Commissie voor het Bank- en Financiewezen
- 1975-1982: Jean Godeaux, voorzitter van de Commissie voor het Bank- en Financiewezen
- 1982-1989: Oswald Adriaensen, lid van de Commissie voor het Bank- en Financiewezen
- 1989-2009: Jean-Pierre Pauwels, directeur van de Nationale Bank van België
- 2010-heden: Vincent Reuter

### CEO's
Dirk Terwerduwe werd Group CEO van Credendo in 2009. Hij heeft een licentiaat (masterdiploma) Economie en een Master of Arts (Advanced Master) in Economie van de KU Leuven. Voordat hij in 1987 voor Credendo begon te werken, was hij actief als onderzoeks- en onderwijsassistent in het departement ontwikkelingseconomie van de KU Leuven. Sinds 1996 is hij ook voorzitter van de groep landenrisico-experten in het kader van de OESO-regeling voor exportkredieten met overheidssteun.
- 1939-1956: Victor Lejeune
- 1956-1976: Arthur Thomas
- 1976-1985: Jean Laurent
- 1985-2000: Willy Boes
- 2003-2009: Yves Windelincx
- 2009-heden: Dirk Terweduwe

## Activiteiten
Credendo geeft rechtstreeks toegang tot een heel gamma kredietverzekeringsoplossingen: van risicodekking op maat tot eenvoudigere toegang tot handelsfinanciering.
- Credendo – Export Credit Agency (moedermaatschappij)

Belgische exportkredietverzekeraar: bevorderen van de Belgische export, import en investeringen in het buitenland met kredietverzekering en politieke risicoverzekering op (middel)lange termijn, financiële garanties en directe financiering.
Internationale handel stimuleren: capaciteit bieden aan internationale banken die betrokken zijn bij (middel)langetermijnfinanciering of investeringen, en herverzekeren van handelskredieten en borgstellingen.
Vestiging: België
- Credendo – Short-Term EU Risks & Credendo – Short-Term Non-EU Risks

Volledige omzetdekking op korte termijn: uitgifte van flexibele verzekeringspolissen met goedgekeurde kredietlimieten en een risicoperiode van minder dan 2 jaar, en dit wereldwijd, zelfs in complexe risicogebieden.
Vestigingen: België, Duitsland, Frankrijk, Italië, Polen, Slowakije, Tsjechië, Verenigd Koninkrijk
- Credendo – Ingosstrakh Credit Insurance

Volledige omzetdekking op korte termijn: zoals Credendo – Short-Term EU Risks en Credendo – Short-Term Non-EU Risks, maar met specialisatie in dienstverlening aan bedrijven in Rusland of de GOS-landen.
Vestiging: Rusland
- Credendo – Single Risk

Single risk: dekking van risico's op een enkel contract of een enkele koper met looptijden tot 7 jaar in meer dan 160 landen.
Vestigingen: Oostenrijk en Zwitserland
- Credendo – Excess & Surety

- Excess of loss: dekking van uitzonderlijke en onvoorzienbare risico's van omzetvorderingen die de financiële gezondheid van een onderneming kunnen schaden.
- Top-updekking: extra capaciteit bovenop de kredietlimieten van een kredietverzekeringspolis op korte termijn.
- Borgstellingen: uitgifte van contractuele en wettelijke borgtochten.
Vestigingen: België, Duitsland, Frankrijk, Ierland, Italië, Luxemburg, Nederland, Polen, Spanje

## Expertise
Als exportkredietagentschap heeft Credendo jarenlange ervaring opgebouwd in de analyse van politieke en commerciële risico’s, in het bijzonder risico’s die zich situeren in opkomende landen (buiten de OESO). Credendo is alom gekend voor haar expertise in landenrisico’s. Haar ratingmodel voor landenrisico’s heeft zelfs dienstgedaan als basis voor het model van de OESO, dat nu gebruikt wordt door exportkredietagentschappen over de hele wereld.
De landenanalyses van Credendo zijn beschikbaar op de website en in de app.